# Berenbroek (Nederland)
Berenbroek is een buurtschap  in de gemeente Helmond in de Nederlandse provincie Noord-Brabant. De buurtschap ligt ten westen van de stad Helmond, dicht bij de buurtschappen Medevoort en Diepenbroek. De naam is samengesteld uit bere (modder, vergelijk: beerput), en broek (moeras). In de toekomst wordt de buurtschap helemaal gesloopt om plaats te maken voor plangedeeltes de Marke en het businesspark.
Hoofdplaats: Helmond

Wijken: Binnenstad · Helmond-Oost · Helmond-Noord · 't Hout · Brouwhuis · Helmond-West · Warande · Stiphout · Rijpelberg · Dierdonk · Brandevoort · Industriegebied Zuid

Buurtschappen: Berenbroek · Croy · De Weijer · Diepenbroek · Geeneind · Kloostereind · Kranenbroek · Kruisschot (Dierdonk) · Kruisschot (Stiphout) · Medevoort · Overbrug · Rijpelberg · Scheepstal 

Noord-Brabant: Steden en dorpen      Nederland: Provincies · Gemeenten